# Sampeyre
Sampeyre (en français Saint-Pierre) est une commune de la province de Coni dans le Piémont en Italie, située à 976 mètres d'altitude. Ses habitants sont appelés les sampeyresi. 

## Histoire
Au cours de la Seconde Guerre mondiale, les troupes françaises pénètrent à Sampeyre le 2 mai 1945.

## Administration
| Période                                  | Période  | Identité       | Étiquette | Qualité |
| ---------------------------------------- | -------- | -------------- | --------- | ------- |
|                                          |          | Roberto Dadone |           |         |
| 30 mai 2006                              | En cours | Renato Baralis |           |         |
| Les données manquantes sont à compléter. |          |                |           |         |

### Hameaux
- frazioni : Becetto, Calchesio, Colle di Sampeyre, Dragoniere, Durandi, Gilba, Morero, Rore, Rouera, Sant'Anna, Serre, Stentivi, Villar,  Villaretto, Prato nuovo, Roccia.
- lieux-dits (borgate) : Chioppano, Confine, Fiandrini, Palazzo, Ponte, Rossi, Chiotti.

### Communes limitrophes
Brossasco, Châteaudauphin, Elva, Frassino, Macra, Oncino, Paesana, San Damiano Macra, Sanfront, Stroppo

### Évolution démographique
Habitants recensés